# Barycheloides concavus
Barycheloides concavus là một loài nhện trong họ Barychelidae. Loài này phân bố ờ Nouvelle-Calédonie.